# Similarweb
Similarweb е доставчик на цифрово проучване за корпорации и клиенти от малкия и средния бизнес. Платформата предоставя услуги за уеб анализи и предлага на своите потребители информация за уеб трафика и производителността на техните клиенти и конкуренти.

## История
Компанията е основана от Ор Офер в Тел Авив, Израел. през 2007 г. До 2009 г. Similarweb печели първия израелски Seedcamp (европейски фонд), привличайки вниманието на международни медии и инвеститори. Компанията увеличава своя кръг от серия А от 1,1 милиона щатски долара, като инвестицията се ръководи от Йоси Варди и Docor International Management. SimilarSites, разширение за браузър, което помага на потребителите да намират сайтове, подобни на тези, които посещават, е пуснато по-късно през същата година.
На 24 септември 2013 г. компанията закрива кръг от Серия B, воден от Дейвид Алианс, Моше Лихтман с участието на съществуващ инвеститор Docor International Management. На 24 февруари 2014 г. южноафриканският медиен гигант Naspers инвестира 18 милиона щатски долара в Similarweb и оглавява своя кръг от серия C. В рамките на месец Similarweb използва част от капитала за придобиването на израелската компания TapDog на ранен етап за няколко милиона долара в акции и пари, по-малко от година след основаването на TapDog. През ноември 2014 г. Similarweb събира 15 милиона долара в инвестиция от серия D. През юли 2015 г. Similarweb придобива разработчика на персонализирана платформа за откриване на съдържание Swayy.
На 10 декември 2015 г. Similarweb обявява, че е придобил Quettra, базиран в Силициевата долина в САЩ и стартира мобилно проучване, за да засили своите мобилни операции.
През юли 2017 г. компанията обяви кръг за финансиране от 47 милиона щатски долара, воден от Viola Group, Saban Ventures с участието на CE Ventures и съществуващи инвеститори.
През май 2021 г. Similarweb прави първата си публична изява на Нюйоркската фондова борса, при оценка от 1,6 милиарда щатски долара.
През октомври 2021 г. Similarweb печели наградата „Найдобър алтернативен доставчик на данни“ на „Hedgeweek Americas Awards 2021“ за техния пакет за проучване на инвеститорите.
През ноември 2021 г. Similarweb придобива „Ambee“, за да разшири наборите си от мобилни потребителски данни.
През март 2024 г. Similarweb придоби Admetricks, за да разшири предлагането на рекламно разузнаване.

## Рейтинг на уебсайтове
Similarweb класира уебсайтове и приложения въз основа на показатели за трафик и ангажираност. Неговото класиране се изчислява според събраните набори от данни и се актуализира на месечна база с нови данни. Системата за класиране обхваща 210 категории уебсайтове и приложения в 190 държави и е проектирана да бъде оценка на популярността и потенциала за растеж на уебсайта.
Компанията класира уебсайтове въз основа на данни за трафика и ангажираността и класира приложенията в App Store (iOS) и Google Play, съхранявайки въз основа на инсталирания и активни потребителски данни.